# Chvostjane
Chvostjane (Bulgaars: Хвостяне, Hvostyane) is een dorp in het zuidwesten van Bulgarije. Het dorp is gelegen in de gemeente Garmen, oblast Blagoëvgrad. Het dorp ligt hemelsbreed 81 kilometer ten zuidoosten van Blagoëvgrad en 135 kilometer ten zuiden van Sofia. 

## Bevolking
Het dorp Chvostjane had bij een schatting van 2020 een inwoneraantal van 745 personen.  Dit waren 35 mensen (4,9%) meer dan 710 inwoners bij de officiële census van februari 2011. De gemiddelde jaarlijkse groei in die periode komt daarmee uit op 0,49%, hetgeen hoger is dan het landelijk jaarlijks gemiddelde over deze periode (-0,63%).
|  |

In het dorp wonen voornamelijk Pomaken (geïslamiseerde Bulgaren). In de optionele volkstelling van 2011 identificeerden de meeste Pomaken zich echter als etnische Turken: 428 van de 607 ondervraagden noemden zichzelf etnische Turken. Verder woonde er een betrekkelijk grote groep van etnische Roma (150 personen).
| Etnische samenstelling van de respondenten (2011) | Etnische samenstelling van de respondenten (2011) | Etnische samenstelling van de respondenten (2011) | Etnische samenstelling van de respondenten (2011) | Etnische samenstelling van de respondenten (2011) |
| ------------------------------------------------- | ------------------------------------------------- | ------------------------------------------------- | ------------------------------------------------- | ------------------------------------------------- |
|                                                   |                                                   |                                                   |                                                   |                                                   |
| Bulgaren                                          | Bulgaren                                          |                                                   | 0,0%                                              | 0,0%                                              |
| Turken                                            | Turken                                            |                                                   | 70,5%                                             | 70,5%                                             |
| Roma                                              | Roma                                              |                                                   | 24,7%                                             | 24,7%                                             |
| Anders/Onbekend                                   | Anders/Onbekend                                   |                                                   | 4,8%                                              | 4,8%                                              |